# Cryptomonadales
Ordre
Les Cryptomonadales sont un ordre d'algues de l'embranchement des Cryptista, et de la classe Cryptophyceae.

## Liste des familles
Selon AlgaeBase (24 août 2022) :
- Baffinellaceae Daugbjerg & Norlin, 2018
- Butschliellaceae Skvortzov, 1968
- Campylomonadaceae B.L.Clay, P.Kugrens & R.E.Lee, 1999
- Cryptochrysidaceae Pascher
- Cryptomonadaceae Ehrenberg, 1831
- Cyathomonadaceae Pringsheim, 1944
- Hemiselmidaceae Butcher ex P.C.Silva
- Hilleaceae Butcher, 1967

## Systématique
Le nom correct complet (avec auteur) de ce taxon est Cryptomonadales Pringsheim, 1944.

## Publication originale
- E. G. Pringsheim, 1944, « Some aspects of taxonomy in the Cryptophyceae », New Phytologist, vol. 43, n. 2, p. 143-150.